# Open source intelligence

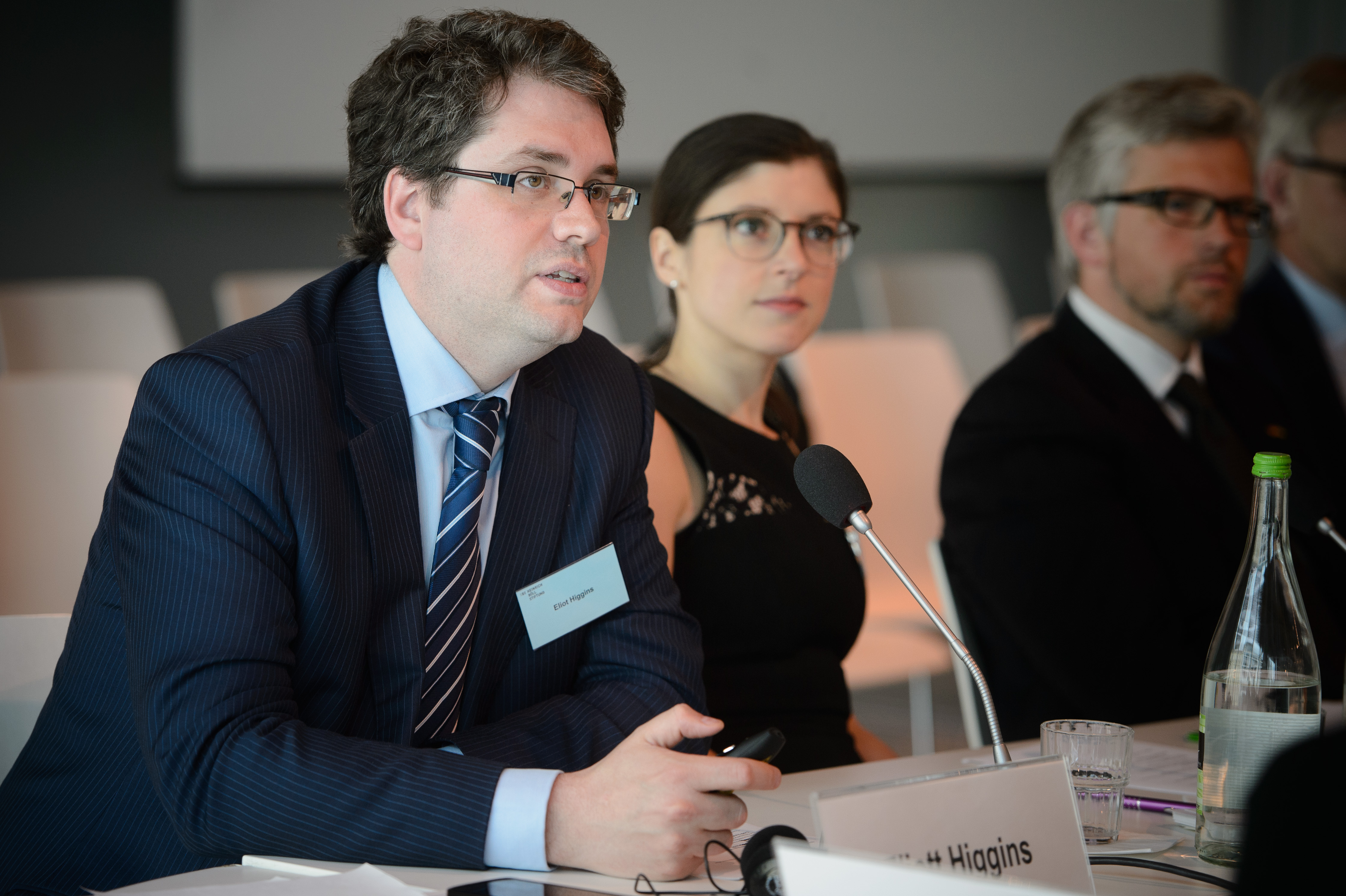
Eliot Higgins, oprichter van Bellingcat, geeft lezingen, cursussen en schrijft boeken over open source intelligence.

Open source intelligence (OSINT) is het verzamelen en analyseren van gegevens die verkregen zijn uit openbaar beschikbare bronnen. Dit in contrast met het verzamelen en analyseren van gegevens verkregen uit spionage (HUMINT) of verkregen uit het onderscheppen van elektronische signalen (SIGINT), beide het domein van inlichtingendiensten. Onder deze openbare bronnen kunnen naast bewust openbaar gemaakte data ook onbewust openbaar gemaakte data of zelfs gelekte data vallen. 
OSINT wordt veel gebruikt door geheime diensten, opsporings- en handhavingsinstanties, journalistiek en burgerjournalisten om inlichtingen over maatschappelijke, criminele en/of politieke gebeurtenissen te vinden, waarbij vaak gebruikt wordt gemaakt van al dan niet onbedoeld gedeelde informatie zoals beelden op sociale media, openbare satellietfoto's en andere data die burgers verzamelen door het gebruik van elektronische mobiele apparaten. Het geotaggen is een belangrijk onderdeel van het uitvoeren van OSINT met beelden uit onbekende bron. 
Een groot voordeel van het publiceren van OSINT als bronvermelding bij claims is dat lezers zelf de openbare bron kunnen raadplegen en na kunnen gaan of de claim geloofwaardig is, zonder dat er vertrouwen hoeft te zijn in de uitgever of de maker van de claims. In de 20e eeuw met de opkomst van het internet werd OSINT ook wel "Internet Rechercheren" genoemd.

## Toepassingen

### In de burgerjournalistiek
Er bestaan organisaties, groeperingen en individuen die zich bezighouden met burgerjournalistiek waarbij zij, in tegenstelling tot de conventionele journalistiek niet op geheime bronnen of inlichtingen afgaan, maar juist OSINT gebruiken en tonen om diverse gemaakte claims te ondersteunen of te verwerpen.

#### Bellingcat
Een kenmerkend voorbeeld van OSINT en burgerjournalistiek is het werk van stichting Bellingcat. Bellingcat is een burgerjournalistennetwerk dat zich inzet om op basis van foto's, video's en geluidsopnamen claims en feiten bij grote maatschappelijke gebeurtenissen zoals oorlogen te documenteren.
Vrijwilligers van Bellingcat en oprichter Eliot Higgins hebben zo bijvoorbeeld diverse oorlogsmisdaden in de Syrische Burgeroorlog en de Russische invasie van Oekraïne in 2022 gedocumenteerd, waarbij ze claims over bijvoorbeeld gebruikte munitie en locaties van gebeurtenissen hebben weten te bevestigen door beelden van Sociale media te vergelijken met onder andere satellietfoto's, Google Street View beelden en andere openbaar beschikbare informatie.
Verder heeft Bellingcat een uitgebreide analyse gepubliceerd over de gebeurtenissen rondom het neerhalen van Malaysia Airlines-vlucht 17 door een Russische Boek-raket.

#### Beperkingen burgerjournalistiek
De methode kent ook zijn beperkingen. Opvallende gebeurtenissen als het opblazen van gebouwen worden vaker vastgelegd dan misdaden in donkere steegjes. Er is een risico op overmatige bias (de meeste burgerjournalisten zijn mannelijk, wit en hebben tijd om zich ermee bezig te houden). Zoekmachines zijn geneigd resultaten te ordenen op basis van de zoekgeschiedenis en locatie van de onderzoeker. Er wordt derhalve gewerkt aan een internationaal protocol (Berkeley Protocol), met richtlijnen en normen.
Ook kunnen onderzochte partijen tegenmaatregelen nemen, zoals via, soms heel geraffineerde, desinformatiecampagnes. De fysieke veiligheid van burgerjournalisten is bepaald niet gewaarborgd, en daarnaast hebben burgerjournalisten meestal - in tegenstelling tot journalisten voor grote mediabedrijven - geen of weinig juridische hulpmiddelen om aanklachten of rechtszaken aan te vechten.

### In conventionele journalistiek
Ook conventionele journalisten en media maken veelvuldig gebruik van OSINT om claims in berichten en artikelen te beargumenteren. Sinds de oprichting van Bellingcat zien steeds meer media de waarde in van OSINT om bijvoorbeeld dubieuze feiten of actuele informatie te factchecken. De Nederlandse Omroep Stichting heeft bijvoorbeeld sinds maart 2022 een Twitter-account waarop zij claims en beelden van derden van de Russische invasie van Oekraïne in 2022 factchecken en geotaggen. Verder zijn Follow the Money en De Correspondent media die vaak openbare bronnen gebruiken die door hun lezers na te trekken zijn.

### Door veiligheidsdiensten
Veiligheids-, handhavings- en onderzoeksdiensten zoals de Politie, de Douane, de Belastingdienst, de Algemene Inlichtingen- en Veiligheidsdienst en de Militaire Inlichtingen- en Veiligheidsdienst kunnen OSINT gebruiken als aanvulling op conventionele inlichtingen zoals die via spionnen, handhavers en gesloten bronnen zijn verkregen. De ingebruikname van de smartphone met camera en sociale media door veel burgers heeft geleid tot een grote hoeveelheid openbaar beschikbare data, waarop bijvoorbeeld strafbare feiten te zien kunnen zijn.

### Commercieel
Bedrijven en organisaties kunnen OSINT gebruiken als een methode om concurrentieanalyses uit te voeren, waarbij openbare data zoals informatie van de Kamer van Koophandel, aanwezigheid van reviews en beoordelingen op sociale media en satellietfoto's van distributiecentra en winkels informatie kunnen vrijgeven over de omzet van winkels of concurrerende bedrijven.

### Militair
Tijdens de Russische inval in Oekraïne werd bericht dat een tank-werkplaats in Kiev door een raketaanval was verwoest, nadat de Oekraïense televisie een rapportage had uitgezonden over het ombouwen van veroverde tanks voor eigen gebruik. Bij het filmen was uitsluitend het interieur geregistreerd om de locatie niet bloot te geven. Een Russische OSINT-groep op Telegram had daar toch genoeg aan om de werkplaats te lokaliseren, waarna een raketaanval volgde. 
Ook werd bericht dat de Russen spelletjes voor smartphones organiseerden, opdat jonge Oekraïners foto's zouden maken en uploaden waarop details van belangrijke militaire en civiele infrastructuur zichtbaar zouden zijn. De resulterende OSINT kan dan militair ingezet worden.